# NGC 356
NGC 356 је спирална галаксија у сазвежђу Кит која се налази на NGC листи објеката дубоког неба.
Деклинација објекта је - 6° 59' 17" а ректасцензија 1h 3m 7,0s. Привидна величина (магнитуда) објекта NGC 356 износи 13,1 а фотографска магнитуда 13,9. NGC 356 је још познат и под ознакама MCG -1-3-78, VV 486, IRAS 01005-0715, PGC 3754.